# 皇甫和
皇甫 和（こうほ わ、生没年不詳）は、中国の東魏から北斉にかけての人物。字は長諧。本貫は安定郡朝那県。

## 経歴
皇甫徽と夏侯氏のあいだの子として生まれた。11歳のとき父を失い、母の夏侯氏に育てられて、経書を学んだ。成長すると、礼儀に通暁し、占いをおこなって、多くの人々がかれに訊ね事のために訪れた。東魏のころ、弟の皇甫亮や裴譲之・裴諏之らとともに洛下で名を知られた。武定末年、司空司馬となった。済陰郡太守として死去した。
子に皇甫聿道があった。

## 伝記資料
- 『魏書』巻71 列伝第59
- 『北斉書』巻35 列伝第27
- 『北史』巻38 列伝第26